# Sebastián Rambert
Sebastián Pascual Rambert (Bernal, 30 gennaio 1974) è un allenatore di calcio ed ex calciatore argentino, di ruolo attaccante.

## Carriera

### Club
Cresciuto nella squadra argentina dell'Independiente e soprannominato "El Avioncito" per il suo curioso modo d'esultare dopo ogni suo gol correndo a braccia aperte a simulare il decollo d'un aereo, arriva all'Inter nell'agosto 1995 per 4,2 miliardi di lire, in contemporanea a Javier Zanetti, che invece militava nel Banfield. Nello scorcio di stagione disputato all'Inter non debutta in campionato, collezionando invece una presenza nell'eliminazione del primo turno di Coppa UEFA contro il Lugano (andata in Svizzera 1-1, ritorno a Milano 0-1) e una in coppa Italia, contro il Fiorenzuola.
Nella sessione autunnale di calciomercato della stagione 1995-1996 il Real Saragozza, squadra della Primera División, acquista Rambert in prestito per rinforzare l'attacco. La squadra aragonese era allenata da Víctor Fernández, amante del gioco offensivo e del modulo 4-3-3, Rambert trovò spazio in attacco con Miguel Pardeza e Fernando Morientes. Esordì il 17 dicembre 1995, in occasione della 17ª giornata di campionato alla Romareda contro il Real Valladolid. Il Real Saragozza vinse per 5-3 e Rambert segnò.
Le sue prestazioni peggiorarono con il proseguire della stagione, in cui segnò altre tre reti. Il 28 aprile 1996 giocò la sua ultima partita con il Real Saragozza, entrando in campo nel secondo tempo nella partita di ritorno di campionato contro il Valladolid. Finita la stagione, tornò in Argentina e giocò con Boca Juniors e River Plate. Nella stagione 2000-2001 tornò all'Independiente e nella stagione successiva ebbe un'esperienza nel campionato greco con l'Iraklis. Nel 2003, mentre militava nell'Arsenal de Sarandí, si ritirò a causa di numerosi infortuni.

### Nazionale
Tra il 1994 e il 1995 ha collezionato otto presenze e quattro reti con la Nazionale argentina. Ha preso parte ai Giochi panamericani e alla FIFA Confederations Cup 1995 sotto la guida del commissario tecnico Daniel Passarella.

## Statistiche

### Cronologia presenze e reti in nazionale
| Cronologia completa delle presenze e delle reti in nazionale ― Argentina | Cronologia completa delle presenze e delle reti in nazionale ― Argentina | Cronologia completa delle presenze e delle reti in nazionale ― Argentina | Cronologia completa delle presenze e delle reti in nazionale ― Argentina | Cronologia completa delle presenze e delle reti in nazionale ― Argentina | Cronologia completa delle presenze e delle reti in nazionale ― Argentina | Cronologia completa delle presenze e delle reti in nazionale ― Argentina | Cronologia completa delle presenze e delle reti in nazionale ― Argentina |
| Data                                                                     | Città                                                                    | In casa                                                                  | Risultato                                                                | Ospiti                                                                   | Competizione                                                             | Reti                                                                     | Note                                                                     |
| ------------------------------------------------------------------------ | ------------------------------------------------------------------------ | ------------------------------------------------------------------------ | ------------------------------------------------------------------------ | ------------------------------------------------------------------------ | ------------------------------------------------------------------------ | ------------------------------------------------------------------------ | ------------------------------------------------------------------------ |
| 16-11-1994                                                               | Santiago del Cile                                                        | Cile                                                                     | 0 – 3                                                                    | Argentina                                                                | Amichevole                                                               | 1                                                                        | 85’                                                                      |
| 21-12-1994                                                               | Buenos Aires                                                             | Argentina                                                                | 1 – 0                                                                    | Romania                                                                  | Amichevole                                                               | -                                                                        |                                                                          |
| 27-12-1994                                                               | Buenos Aires                                                             | Argentina                                                                | 1 – 0                                                                    | Jugoslavia                                                               | Amichevole                                                               | -                                                                        |                                                                          |
| 8-1-1995                                                                 | Riyad                                                                    | Argentina                                                                | 5 – 1                                                                    | Giappone                                                                 | Conf. Cup 1995 - 1º turno                                                | 1                                                                        | 26’                                                                      |
| 10-1-1995                                                                | Riyad                                                                    | Nigeria                                                                  | 0 – 0                                                                    | Argentina                                                                | Conf. Cup 1995 - 1º turno                                                | -                                                                        |                                                                          |
| 13-1-1995                                                                | Riyad                                                                    | Danimarca                                                                | 2 – 0                                                                    | Argentina                                                                | Conf. Cup 1995 - Finale                                                  | -                                                                        | 75’                                                                      |
| 14-2-1995                                                                | Mendoza                                                                  | Argentina                                                                | 4 – 1                                                                    | Bulgaria                                                                 | Amichevole                                                               | 2                                                                        | 66’                                                                      |
| 11-10-1995                                                               | Buenos Aires                                                             | Argentina                                                                | 0 – 0                                                                    | Colombia                                                                 | Amichevole                                                               | -                                                                        | 80’                                                                      |
| Totale                                                                   |                                                                          | Presenze                                                                 | 8                                                                        |                                                                          | Reti                                                                     | 4                                                                        |                                                                          |

## Palmarès

### Giocatore

#### Club

##### Competizioni nazionali
- Campionato argentino: 5

Independiente: Clausura 1994
River Plate: Clausura 1997, Apertura 1997, Apertura 1999, Clausura 2000

##### Competizioni internazionali
- Recopa Sudamericana: 1

Independiente: 1995
- Supercoppa Sudamericana: 3

Independiente: 1994, 1995
River Plate: 1997

#### Nazionale
- Giochi panamericani: 1

1995

#### Individuale
- Equipo Ideal de América: 1

1994